# نجيب بوشاجع
نجيب طاهر بوشاجع لاعب كرة قدم سعودي سابق يلعب كحارس مرمى.
لعب سابقاً في نادي الخليج ونادي مضر .